# إميليو فراي
إميليو فراي (بالإسبانية: Emilio Frey)‏ هو مستكشف سويسري وأرجنتيني، ولد في 2 فبراير 1872 في Baradero ‏ في الأرجنتين، وتوفي في 29 مايو 1964 في باريلوتشي في الأرجنتين.